# AS Police (Niamey)
Pour les articles homonymes, voir AS Police.
Actualités
Dernière mise à jour : 25 juillet 2022.
L'Association Sportive Police est un club nigérien de football basé à Niamey, fondé en 1993.

## Histoire
L'AS Police réussit le doublé Championnat du Niger-Coupe du Niger en 2008.
Le club participe ensuite au 1er tour de la Ligue des champions d'Afrique en 2009.

## Palmarès
- Championnat du Niger
  - Champion : 2008

- Coupe du Niger
  - Vainqueur : 2008
- Supercoupe du Niger
  - Finaliste : 2008